# ギンドロ
ギンドロ（銀泥・銀白楊、学名: Populus alba）は、ヤナギ科ヤマナラシ属（別名ハコヤナギ属）の植物の1種。別名はウラジロハコヤナギ（裏白箱柳）、ハクヨウ（白楊）。中国名は銀白楊。

## 名称
和名のギンドロは、ドロノキ（Populus suaveolens）の仲間で、葉、特にその裏面に銀白色の毛があって、風でひるがえると銀色に見えることからその名がある。「ドロ」は北海道の松前地方の方言で、デロと言うことから来ているとされる。ハコヤナギ属（ポプラ）のひとつであることからウラジロハコヤナギという別名があり、極めて説明的な名前がつけられている。

## 特徴
ヨーロッパ中南部、西アジア原産で、中央アジアから地中海地方に分布している。日本にも帰化しており、いわゆる雑草化していたるところに生えているのが見られる。乾燥に強い性質をもち、海岸の砂丘や河原などでも生育する。かなり強靱で、風で吹き折られたり、人に刈られても、また芽を出して枝を伸ばしてくる生命力を持っている。
落葉高木で、高いものでは樹高20メートル (m) 以上になる。樹冠も大きく広がり、10 mあまりになる。花は雌雄異株で花期は4月頃。葉の長さは8 - 10センチメートル (cm) あり、葉の裏には毛が密生しており、銀白色に見える。
街路樹、公園樹として利用される。乾燥に強く強靱な性質を利用して、海岸砂丘の砂防や、道路の斜面などの崩落防止などに使われる。しかし、植物としては強いため、増えすぎると根絶やしには手間がかかる。北海道北広島市では防風林に利用されている。

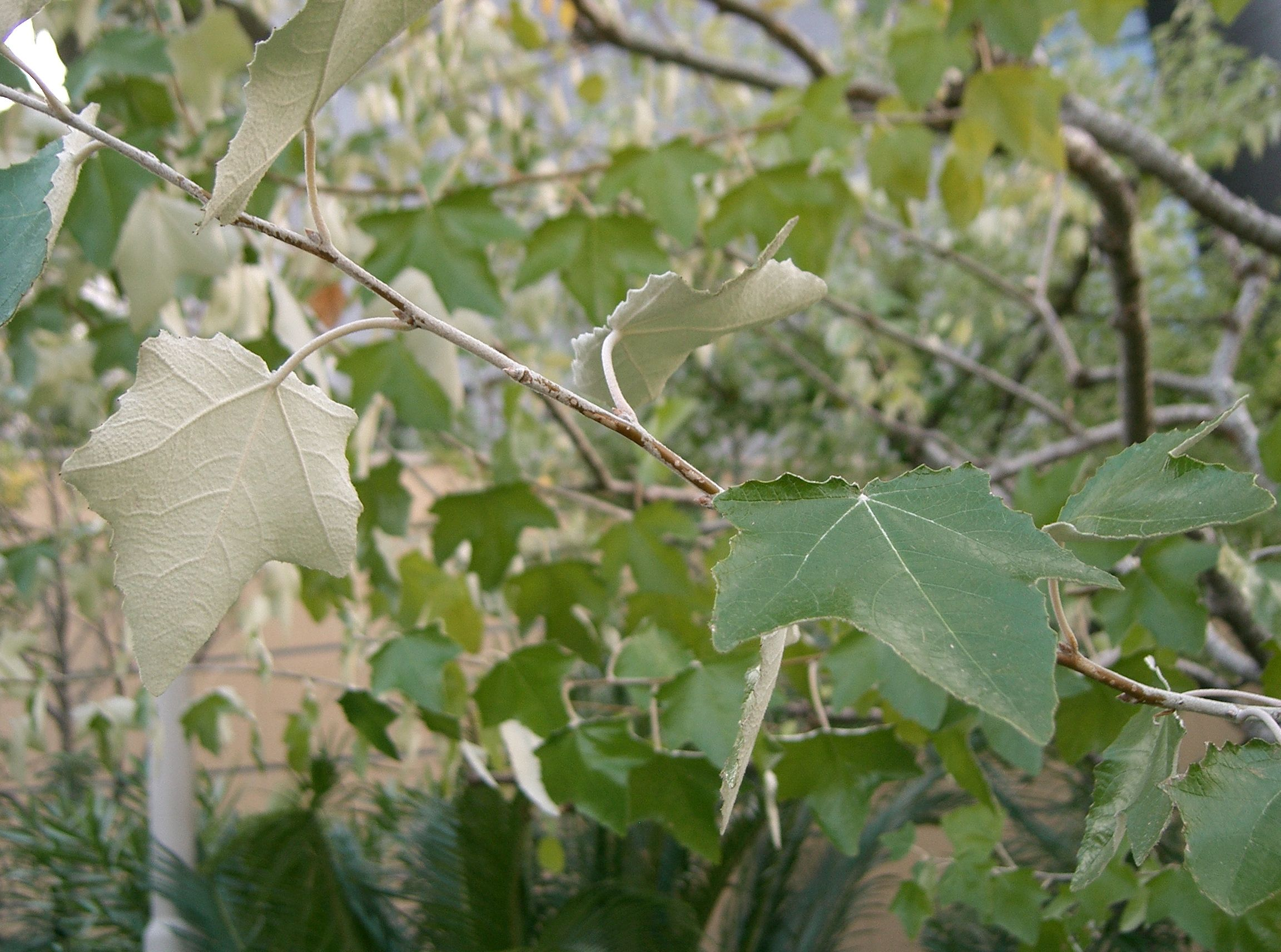
葉の裏は特徴的な銀白色
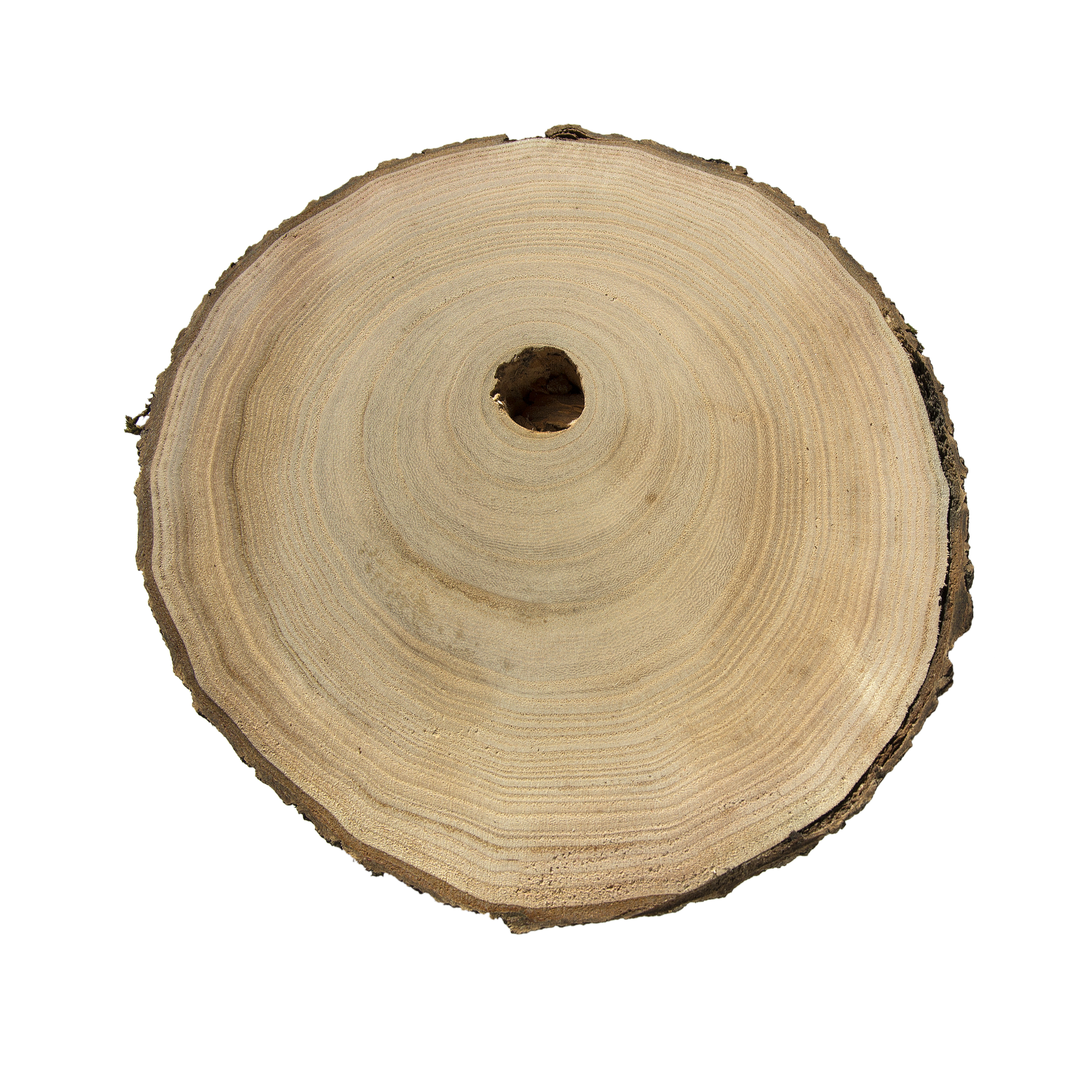
幹の断面